# Население на Сингапур
Населението на Сингапур към края на юни 2020 г. е около 5 690 000 души, от които около 4 040 000 са постоянно пребиваващи на територията на държавата.

## Възрастов състав
(2020, отнася се за постоянно пребиваващите)
- 0 – 14 години: 14,5% (мъже 300 084/ жени 288 122)
- 15 – 64 години: 70,3% (мъже 1 395 551/ жени 1 446 085)
- над 65 години: 15,2% (мъже 281 921/ жени 332 447)

## Коефициент на плодовитост
Подобно на другите държави в Източна Азия коефициентът на плодовитост е един от най-ниските в света, като през 2020 г. той е 1,10.

## Етнически състав
Основните етнически групи са китайците (74,3%), малайците (13,4%) и индийците (9%). Другите народности съставляват едва 3,2% (по данни от 2017 г.).

## Религия
(2020)
- 31,1% – будизъм
- 20% – атеисти
- 18,9% – християни
- 15,6% – мюсюлмани
- 8,8% – даоисти
- 5% – индуси
- 0,5% – други

## Език
Официални езици са английски, малайски, мандарин и тамилски.